# Tony Bettenhausen
Tony Bettenhausen (12 de setembro de 1916 – 12 de maio de 1961) foi um automobilista norte-americano que esteve em treze (doze) 500 Milhas de Indianápolis, (onze quando a prova fazia parte do calendário da Fórmula 1 de 1950 até 1960): 1948, 1949 (não se qualificou), 1950 (compartilhou com Joie Chitwood), 1951, 1952, 1953, 1954, 1955, 1956, 1957, 1958, 1959 e 1960. 
Seu melhor resultado nas 500 Milhas de Indianápolis foi o 2º lugar em 1955. Bettenhausen foi campeão do campeonato nacional em 1951 e 1958.

## Morte
Em 12 de maio de 1961, o veterano Tony Bettenhausen, 44 anos, experimentava o carro de seu amigo Paul Russo, e mais tarde dirigiria um outro carro na parte classificatória para a tradicional corrida anual das "500 Milhas" a ser realizada na última semana deste mês.
Segundo Paul Johnson, um dos subdiretores do autódromo, Bettenhausen morreu instantaneamente, quando seu carro foi de encontro ao muro de contenção, próximo ao fim da reta final, nas vizinhanças do ponto onde se encontravam centenas de pessoas.